# Probaryconus quadrispinosus
Probaryconus quadrispinosus är en stekelart som först beskrevs av Charles Thomas Brues 1910.  Probaryconus quadrispinosus ingår i släktet Probaryconus och familjen Scelionidae. Inga underarter finns listade i Catalogue of Life.